# Tượng Lĩnh (phường)
Tượng Lĩnh là một phường thuộc thị xã Kim Bảng, tỉnh Hà Nam, Việt Nam.

## Địa lý
Phường Tượng Lĩnh có diện tích 8 km², dân số năm 2023 là 7.594 người, mật độ dân số đạt 949 người/km².

## Hành chính
Phường Tượng Lĩnh được chia thành 4 tổ dân phố: Lưu Phúc Mỹ, Phù Đê, Quang Thừa, Thọ Cầu Ấp.

## Lịch sử
Ngày 17 tháng 3 năm 2018, HĐND tỉnh Hà Nam ban hành Nghị quyết số 15/NQ-HĐND về việc:
- Thành lập thôn Lưu Phúc Mỹ trên cơ sở 3 thôn: Lưu Giáo, Phúc Trung, Cao Mỹ.
- Thành lập thôn Thọ Cầu Ấp trên cơ sở thôn Thọ Cầu và Thôn Ấp.

Ngày 14 tháng 11 năm 2024, Ủy ban Thường vụ Quốc hội ban hành Nghị quyết số 1288/NQ-UBTVQH15 về việc sắp xếp đơn vị hành chính cấp huyện, cấp xã của tỉnh Hà Nam giai đoạn 2023 – 2025 (nghị quyết có hiệu lực từ ngày 1 tháng 1 năm 2025). Theo đó, thành lập phường Tân Sơn thuộc thị xã Kim Bảng trên cơ sở toàn bộ 8,00 km² diện tích tự nhiên và quy mô dân số là 7.594 người của xã Tân Sơn.